# Hidden Palms : Enfer au paradis
Hidden Palms : Enfer au paradis ou Les Secrets de Palm Springs (Hidden Palms) est une série télévisée américaine en huit épisodes de 42 minutes créée par Kevin Williamson, diffusée entre le 30 mai et le 4 juillet 2007 sur le réseau The CW.
En France, la série a été diffusée 14 avril 2008 sur NRJ 12 puis rediffusée à partir du 26 juillet 2008 sur TF1 sous forme d'un téléfilm sous le titre Les Secrets de Palm Springs et à partir du 4 juin 2009 sur Filles TV. En Suisse, la série a été diffusée à partir du 14 juin 2008 sur TSR1, et en Belgique à partir du 28 juillet 2008 sur La Deux.

## Synopsis
Johnny Miller vient d'emménager à Palm Springs avec sa mère et son nouveau beau-père. Un an après le suicide de son père, Johnny vient de sortir de sa cure de désintoxication, et commence une nouvelle vie dans une ville où il ne connait personne. De mystérieuses rencontres l'attendent, notamment celle de Greta et Cliff.

## Distribution
- Michael Cassidy (VF : Franck Lorrain) : Cliff Wiatt
- Taylor Handley (VF : Yoann Sover) : Johnny Miller
- Amber Heard (VF : Chloé Berthier) : Greta Matthews
- Sharon Lawrence (VF : Pascale Vital) : Tess Wiatt
- D.W. Moffett (VF : Mathieu Buscatto) : Bob Hardy
- Gail O'Grady (VF : Martine Irzenski) : Karen Hardy
- Ellary Porterfield (VF : Émilie Rault) : Liza Witter
- Tessa Thompson (VF : Aurélie Nollet) : Nikki Barnes
- Valerie Cruz (VF : Marie Zidi) : Maria Nolan
- Leslie Jordan (VF : Patrice Dozier) : Jesse Jo
- J. D. Pardo (VF : Stanislas Forlani) : Eddie
- Kyle Secor (VF : Bertrand Liebert) : Alan « Skip » Matthews
- J. R. Cacia : Travis Dean
- Cheryl White : Helen Witter

- Version française
  - Société de doublage : Karina Films
  - Direction artistique : Claudio Ventura
  - Adaptation des dialogues : Gilles Coiffard

 Source et légende : version française (VF) sur RS Doublage et DSD Doublage

## Production
Le projet sans titre de Kevin Williamson a débuté en novembre 2005 et le pilote a été commandé en janvier 2006.
Le casting principal débute le mois suivant sous le titre Palm Springs, dans cet ordre : Gail O'Grady, Michael Cassidy, Amber Heard et Ellary Porterfield, Taylor Handley et Sharon Lawrence, Cheryl White et D.W. Moffett.
Satisfaite du pilote, le réseau commande la série le 17 mai 2006, puis le lendemain lors des Upfronts, place la série pour la mi-saison sous son titre actuel.
En septembre, la production ajoute Tessa Thompson et Nicole Bilderback (en).

## Épisodes
1. Nouveau départ (Pilot)
2. Le Masque d'Eddie (Ghosts)
3. Lendemain de fête (Party Hardy)
4. Enquête à Palm Springs (What Liza Beneath)
5. Deuxième chance (Mulligan)
6. Liaisons dangereuses (Dangerous Liaisons)
7. Jalousie (Stand By Your Woman)
8. Le Poids du passé (Second Chances)

## Commentaires
- La série n'est pas filmée à Palm Springs à cause des importants coûts de production mais dans une ville voisine d’Arizona. Le pilote (premier épisode) cependant, a bel et bien été tourné dans la ville de Palm Springs, notamment dans son centre-ville.
- Elle devait marquer le grand retour de Kevin Williamson, scénariste à succès de la série Dawson. Mais la série sera un bide monumental et sera diffusée en accéléré pendant l'été 2007 pour être finalement annulée après seulement huit épisodes. Il faudra attendre 2009 et la série Vampire Diaries pour que Kevin Williamson revienne sur les devants de la scène.
- Moins de 1,5 million de téléspectateurs ont suivi la série durant l’été 2007 sur The CW, faisant de Hidden Palms l’un des programmes les moins regardés de la saison sur un réseau[15].